# Megachile patera
Megachile patera är en biart som först beskrevs av King 1994.  Megachile patera ingår i släktet tapetserarbin, och familjen buksamlarbin. Inga underarter finns listade i Catalogue of Life.